# Donkere lisdoddemollisia
De donkere lisdoddemollisia (Mollisia typhae) is een schimmel uit de familie Mollisiaceae. Hij komt voor op de stengel van lisdodde (Typha).

## Verspreiding
De donkere lisdoddemollisia staat in Nederland op de rode lijst. Hij heeft de status verdwenen.